# Tylonycteris
Tylonycteris é um gênero de morcegos da família Vespertilionidae.

## Espécies
- Tylonycteris pachypus (Temminck, 1840)
- Tylonycteris pygmaeus  (Feng, Li e Wang, 2008)
- Tylonycteris robustula (Thomas, 1915)